# Виље Коло
Виље Коло је насељено место града Лесковца у Јабланичком округу. Према попису из 2022. било је без становника.

## Положај
Мало планинско и тешко приступачно насеље у североисточном делу Грделичке клисуре. Захвата земљиште високо од 800 до 900 м. Околна села су: Ковачева Бара са северозапада, Стрешковац са савереоистока и Палојце са југа. Становници водом се снабдевају са извора и из потока.
Виље Коло је разбијеног типа. Не дели се на махале јер је мало и доста једноставно. Ипак сродничке куће су једна другој ближе и више груписане. У свему насеље има 19 домова (1958. г.).

## Постанак
Виље Кало је младо насеље. Њега су основали око средине XIX века досељеници који су дошли од некуда. Од њих су се намножила три данашња рода. Haceљe Виље Кoлo име је добило по истоименом истакнутом узвишењу (898 м) око кога је основано. Поменуто узвишење лежало је на атару старијег и већег села Ковачеве Баре. Због тога до скоро Виље Коло се рачунало као махала тога села.
Од 1958. г., због удаљености од Ковачеве Баре, у администрацији Виље Коло почело се водити као посебно насеље.

## Демографија
У насељу Виље Коло живи 11 пунолетних становника, а просечна старост становништва износи 70,0 година (71,8 код мушкараца и 69,1 код жена). У насељу има 8 домаћинстава, а просечан број чланова по домаћинству је 1,38.
Ово насеље је у потпуности насељено Србима (према попису из 2002. године), а у последња три пописа, примећен је пад у броју становника.
|             | \| Демографија[2] \| Демографија[2] \| Демографија[2] \| \| Година \| Становника \| Становника \| \| -------------- \| -------------- \| -------------- \| \| 1948. \| 106 \| \| \| 1953. \| 114 \| \| \| 1961. \| 125 \| \| \| 1971. \| 121 \| \| \| 1981. \| 57 \| \| \| 1991. \| 29 \| 29 \| \| 2002. \| 11 \| 11 \| \| 2011. \| 4 \| \| \| 2022. \| 0 \| \| |            |
| Демографија | |            |
| Година      | Становника | Становника |
| 1948.       | 106 |            |
| 1953.       | 114 |            |
| 1961.       | 125 |            |
| 1971.       | 121 |            |
| 1981.       | 57 |            |
| 1991.       | 29 | 29         |
| 2002.       | 11 | 11         |
| 2011.       | 4 |            |
| 2022.       | 0 |            |

| Етнички састав према попису из 2002.‍ | Етнички састав према попису из 2002.‍ | Етнички састав према попису из 2002.‍ | Етнички састав према попису из 2002.‍ | Етнички састав према попису из 2002.‍ |
| ------------------------------------ | ------------------------------------ | ------------------------------------ | ------------------------------------ | ------------------------------------ |
|                                      |                                      |                                      |                                      |                                      |
| Срби                                 | Срби                                 |                                      | 11                                   | 100,0%                               |
| непознато                            | непознато                            |                                      | 0                                    | 0,0%                                 |

| Година пописа     | 1948. | 1953. | 1961. | 1971. | 1981. | 1991. | 2002. |
| ----------------- | ----- | ----- | ----- | ----- | ----- | ----- | ----- |
| Број домаћинстава | 15    | 19    | 23    | 28    | 19    | 12    | 8     |

| Број чланова      | 1 | 2 | 3 | 4 | 5 | 6 | 7 | 8 | 9 | 10 и више | Просек |
| ----------------- | - | - | - | - | - | - | - | - | - | --------- | ------ |
| Број домаћинстава | 5 | 3 | 0 | 0 | 0 | 0 | 0 | 0 | 0 | 0         | 1,38   |

| Пол    | Укупно | Неожењен/Неудата | Ожењен/Удата | Удовац/Удовица | Разведен/Разведена | Непознато |
| ------ | ------ | ---------------- | ------------ | -------------- | ------------------ | --------- |
| Мушки  | 4      | 0                | 3            | 1              | 0                  | 0         |
| Женски | 7      | 1                | 3            | 3              | 0                  | 0         |
| УКУПНО | 11     | 1                | 6            | 4              | 0                  | 0         |

| Пол    | Укупно                    | Пољопривреда, лов и шумарство | Рибарство                            | Вађење руде и камена | Прерађивачка индустрија       |
| ------ | ------------------------- | ----------------------------- | ------------------------------------ | -------------------- | ----------------------------- |
| Мушки  | 2                         | 2                             | 0                                    | 0                    | 0                             |
| Женски | 3                         | 3                             | 0                                    | 0                    | 0                             |
| УКУПНО | 5                         | 5                             | 0                                    | 0                    | 0                             |
| Пол    | Производња и снабдевање   | Грађевинарство                | Трговина                             | Хотели и ресторани   | Саобраћај, складиштење и везе |
| Мушки  | 0                         | 0                             | 0                                    | 0                    | 0                             |
| Женски | 0                         | 0                             | 0                                    | 0                    | 0                             |
| УКУПНО | 0                         | 0                             | 0                                    | 0                    | 0                             |
| Пол    | Финансијско посредовање   | Некретнине                    | Државна управа и одбрана             | Образовање           | Здравствени и социјални рад   |
| Мушки  | 0                         | 0                             | 0                                    | 0                    | 0                             |
| Женски | 0                         | 0                             | 0                                    | 0                    | 0                             |
| УКУПНО | 0                         | 0                             | 0                                    | 0                    | 0                             |
| Пол    | Остале услужне активности | Приватна домаћинства          | Екстериторијалне организације и тела | Непознато            | Непознато                     |
| Мушки  | 0                         | 0                             | 0                                    | 0                    | 0                             |
| Женски | 0                         | 0                             | 0                                    | 0                    | 0                             |
| УКУПНО | 0                         | 0                             | 0                                    | 0                    | 0                             |